# 釧路大規模運動公園
釧路大規模運動公園（くしろだいきぼうんどうこうえん）は、北海道釧路市にある公園。

## 概要
釧路市の中心部から約5km北東部に位置している運動公園。釧路外環状道路を挟んだ公園南側は住宅地に接し、北側は釧路湿原国立公園が広がっている。東北海道の拠点となる総合運動公園を目指して1979年（昭和54年）に基本計画を策定した。1980年（昭和55年）から整備を開始し、野球場、陸上競技場、テニスコート、サッカー場、ゲートボール場、ソフトボール場、体育館などの運動施設を供用している。公園内では、『釧路湿原マラソン』をはじめ、全国・全道規模の各種大会や競技会を開催している。また、スポーツのほかにも子どもから大人までが楽しむことのできるレクリエーションの場として利用している。

## 施設
釧路市民球場・附属球場・屋内練習場
釧路市民陸上競技場・附属競技場
釧路市民テニスコート
利用期間：4月15日から11月15日
コート：硬・軟式両用全天候型砂入り人工芝16面（4ブロック×4コート）、夜間照明設備完備
クラブハウス：鉄筋コンクリート造2階建
収容人員：7,000人（階段スタンド1,100人、芝生スタンド5,900人）
釧路市民サッカー場
利用期間：5月1日から10月10日
クレイコート1面（105m×70m）
釧路市民ゲートボール場
利用期間：5月1日から10月31日
グリーンダストコート20面
釧路市民ソフトボール場
利用期間：5月1日から10月10日
面積24,081m²（4面）、クレイ舗装
湿原の風アリーナ釧路
ラジコンカーコース
池広場
花壇広場
子供の広場
大型遊具や水の流れるせせらぎ、健康遊具を設置している。
自然ふれあい広場
延長約390mの遊歩道は、車いすでも利用できるように幅が1.8mあり、ベンチやテーブルも設置している。

## 参考資料
- “釧路市都市公園条例施行規則”. 釧路市例規類集.  釧路市. 2015年12月17日閲覧。
- “釧路市大規模運動公園体育施設条例”. 釧路市例規類集.   釧路市. 2015年12月18日閲覧。
- “釧路市大規模運動公園体育施設条例施行規則”. 釧路市例規類集.   釧路市. 2015年12月18日閲覧。
- “釧路市の公園・緑地” (PDF).   釧路市 (2008年). 2015年12月17日閲覧。
- “釧路市スポーツ施設要覧” (PDF).   釧路市. 2015年12月17日閲覧。